# Loriculus beryllinus
Il loricolo di Sri Lanka (Loriculus beryllinus) è un uccello della famiglia degli Psittaculidi.